# Guite
La guite (simbolo IMA: Gui) è un minerale molto raro del supergruppo dello spinello e in particolare degli ossispinelli, nella cui famiglia occupa un posto nel sottogruppo dello spinello; appartiene alla classe minerale degli "ossidi e idrossidi" e possiede la composizione chimica idealizzata Co2+Co3+2O4.

## Etimologia e storia
Come per alcuni altri spinelli, i loro equivalenti sintetici sono stati studiati molto prima che i minerali fossero trovati in natura. Ad esempio, l'ossido di cobalto(II,III) con una struttura a spinello è stato sintetizzato già negli anni '20 dai chimici dell'Università di Lund in Svezia. Attualmente, il composto è interessante come promettente catalizzatore per la produzione di ossigeno dall'acqua (fotosintesi artificiale).
La prima presenza naturale di guite nelle arenarie della miniera di rame di Sicomines nella cintura di Katanga è stata descritta nel 2017 dal gruppo di ricerca cinese guidato da Zhilan Lei. Lo spinello di cobalto prende il nome dal professor Xiangping Gu della Central South University di Changsha, nella provincia di Hunan, nella Repubblica Popolare Cinese. Gli autori hanno così onorato i suoi significativi risultati mineralogici nella ricerca e nell'insegnamento, nonché nella descrizione di molti nuovi minerali.

## Classificazione
L'attuale classificazione dell'Associazione Mineralogica Internazionale (IMA) colloca la guite nel supergruppo dello spinello, dove si trova insieme a cromite, cocromite, coulsonite, cuprospinello, dellagiustaite, deltalumite, franklinite, gahnite, galaxite, hausmannite, hercynite, hetaerolite, jacobsite, maghemite, magnesiocromite, magnesiocoulsonite, magnesioferrite, magnetite, manganocromite, spinello, termaerogenite, titanomaghemite, trevorite, vuorelainenite e zincocromite con cui forma il sottogruppo dello spinello all'interno degli ossispinelli. Fanno parte di questo gruppo anche la chihmingite e la chukochenite descritte dopo il 2018, nonché la nicromite, il cui nome non è ancora stato riconosciuto dal CNMNC dell'IMA.
Nell'ormai obsoleta 8ª edizione della Sistematica dei minerali secondo Strunz, la guite non è elencato, né nella Sistematica dei lapis (Lapis-Systematik) di Stefan Weiß, che è stata rivista e aggiornata l'ultima volta nel 2018 e che si basa ancora su questa vecchia forma della sistematica di Strunz.
La 9ª edizione della sistematica minerale di Strunz, utilizzata dall'IMA dal 2001 al 2009 e aggiornata l'ultima volta nel 2024, non elenca la guite.
Anche la classificazione dei minerali Dana, utilizzata principalmente nel mondo anglosassone, non elenca la guite.
La classificazione di Strunz continuata dal database dei minerali "mindat.org", che si basa sulla sua 9ª edizione, classifica la guite nella classe degli "ossidi e idrossidi" e lì nella sottoclasse "Metallo : Ossigeno = 3 : 4 e simili"; questa è ulteriormente suddivisa in base alla dimensione relativa dei cationi coinvolti, quindi la guite è stata classificata in base alla sua composizione nella sezione "con solo cationi di medie dimensioni" con il numero di sistema 4.BB.05.

## Chimica
La guite è l'analogo del cobalto della magnetite e ha la composizione Co2+Co3+2O4. Lo spinello di cobalto trovato nella località tipo è uno spinello con la composizione (numero di coordinazione della posizione del reticolo tra parentesi quadre):
{\displaystyle \mathrm {^{[4]}(Co_{0.92}^{2+}Cu_{0.02}^{2+}Si_{0.02}^{4+})^{[6]}(Co_{1.98}^{3+}Mn_{0.03}^{3+})O_{4}} }

## Abito cristallino
La guite cristallizza nel sistema cristallino cubico nel gruppo spaziale Fd3m (gruppo nº 227) con costante di reticolo a = 8.0898(1) Å e 8 unità di formula per cella unitaria; sviluppa cristalli granulari neri di dimensioni inferiori a un millimetro.
A temperatura ambiente, la guite è uno spinello normale con una distribuzione ordinata di Co2+ in posizione tetraedro e Co3+ in posizione ottaedro.

## Origine e giacitura
La guite è un minerale estremamente raro ed è stato descritto solo in 2 località in tutto il mondo.
La località tipo è la miniera di rame di Sicomines nella cintura del Katanga nella Repubblica Democratica del Congo, dove la guite si trova insieme al quarzo e all'heterogenite (CoO(OH)). Si trova nelle arenarie, dove gli ossidi di cobalto sono stati depositati da soluzioni acquose. La fonte del cobalto è probabilmente costituita da calcari contenenti cobalto.